# Alta (Athene)
Alta (Grieks: Άλτα) is een historisch Grieks bedrijf dat motorfietsen, kleine auto's en driewielige transportvoertuigen maakte.
Het bedrijf was aanvankelijk gevestigd in Athene en begon in 1962 met de productie van lichte motorfietsjes met Sachs tweetaktmotoren. Het model 50S stond als zeer betrouwbaar bekend, zoals de Sachs-motoren in het algemeen.
In 1967 ging men het model A700, een driewielig transportvoertuig, produceren. Dit werd aangedreven door een 35 pk BMW boxermotor, zoals die ook in de BMW 700 werd gebruikt. Het voertuig had een laadvermogen van 800 kg. De A 700 werd in Griekenland bijzonder populair als goedkoop transportmiddel.
In 1968 presenteerde men een dwergauto, de A200, met een 200cc Heinkel viertaktmotor. Dat is opmerkelijk, omdat Heinkel op dat moment geen voertuigen meer produceerde waar deze motor in gebruikt werd. De auto was gebaseerd op de Fuldamobil, maar moderner vormgegeven. De productie werd opgestart in een nieuwe, grotere fabriek in Elefsis, waar het bedrijf tot 1978 bleef bestaan.